# Hiroki Takahashi
Hiroki Takahashi (高橋 広樹 Takahashi Hiroki?,  Tokio, Japón, 7 de septiembre de 1974) es un actor de voz japonés. Algunos de sus papeles más destacados incluyen el de Eiji Kikumaru en The Prince of Tennis, Japón en Hetalia, Kenji Harima en School Rumble, Hisoka Morow en Hunter × Hunter (1999), Katsuya Jonouchi en Yu-Gi-Oh! Duel Monsters y, más recientemente, a Takato Saijō en Dakaretai Otoko 1-i ni Odosarete Imasu.. También, ha dado voz a Koujaku en la saga de novelas visuales de Dramatical Murder y Ryu en el videojuego Street Fighter.

## Vida personal
Takahashi está casado con la también actriz de voz Aiko Aihashi. La pareja le dio la bienvenida a su primer hijo, un varón, el 24 de junio de 2016.

## Filmografía

### Anime
- 07 Ghost (Padre de Teito)
- Beast Wars II (Starscream / Hellscream)
- Beelzebub  (Beelzebub III - Rey Demonio)
- Bleach (Kenryu)
- Bobobo (Gechappi)
- Bomberman Jetters (Mighty, Max, Zero)
- Bus Gamer (Saitou Kazuo)
- Dakaretai Otoko 1-i ni Odosarete Imasu (Saijou Takato)
- Death Note (Stephen Loud / Stephen Gevanni)
- Digimon Savers ( Omnimon)
- Digimon Tamers (Impmon)
- Fight Ippatsu! Jūden-chan!! (Sentou Oumi)
- Futari wa Pretty Cure (Pissard)
- Hetalia (Japón)
- Hōshin Engi (Fūrin/Fu Lin, ep 11)
- Hunter × Hunter (Hisoka Morrow) (1999)
- Katekyō Hitman Reborn! (Superbi Squalo)
- Konjiki no Gash Bell! (Parco Folgore)
- Magical Nyan Nyan Taruto (Iori Monaka)
- Gundam Seed Destiny (Trine Arthur)
- Nana (Shoji Endo)
- Neo Angelique Abyss ~ ~ Rayne
- The Prince of Tennis (Eiji Kikumaru, Ryou Kisarazu)
- Ray la animación (Shinoyama Toshiaki)
- Rokudenashi Majutsu Koshi to Akashic Records (Albert Frazer)
- Sailor Moon Crystal (Rubeus Carmesí)
- Saint Seiya: Tenkai-hen Overture (Odiseo)
- School Rumble (Kenji Harima)
- Shōnen Onmyōji (Rikugō / Saki)
- Shūmatsu no Izetta (Sieg Reich)
- Street Fighter IV: The Ties That Bind (Ryu)
- Sumomomo Momomo (Kōshi Inuzuka)
- Yu-Gi-Oh! Duelo Monstruos (Katsuya Jonouchi)
- Transformers Animated - Optimus Prime
- One Piece - (Queen)

### CD Roles
- Hetalia (Japón)
- Bukyou na Silent (Tamiya Keigo)
- Love Neko (Asakura)

### Videojuegos
- Final Fantasy XIV (Emet-Selch)
- Dragon Force (León de Topacio)
- Shadow Hearts (Urmnaf "Uru" Bort Hyuga)
- Shadow Hearts: Pacto (Urmnaf "Uru" Bort Hyuga)
- Super Robot Wars MX (Hugo Medio)
- Wild Arms: El 4 de Detonator (Arnaud G. Vasquez)
- Ys: The Ark de Napishtim (Jefe Ord, Mikhail, Geis)
- Konjiki no Gash Bell (serie Parco Folgore)
- Tatsunoko vs. Capcom (Ryu)
- Street Fighter IV (Ryu)
- Wand of Fortune (Bilal)
- Dramatical Murder (Kōjaku)
- Dragon Ball Xenoverse (Mira)
- Street Fighter V (Ryu)
- The King of Fighters XIV{Kukri}
- Umineko no Naku Koro ni (Willard H. Wright)
- The King of Fighters XV{Kukri}
- Ikemen Villains: Wrapped in Wicked Romance (Victor)